# Министерство обороны Японии
Министерство обороны Японии (яп. 防衛省 бо:эй-сё:) — одно из министерств правительства Японии. Министерством этот государственный орган стал 9 января 2007 года после вступления в силу закона, принятого 15 декабря 2006 года. До этого момента Министерство являлось Управлением национальной обороны (УНО) (яп. 防衛庁 бо:эй-тё:). Штаб-квартира Министерства находится в Токио, в районе Синдзюку. Министерство обороны обладает самым крупным штатом сотрудников в правительстве Японии: в 2005 году численность персонала составляла 276890 человек, в том числе 253180 действующих войск.

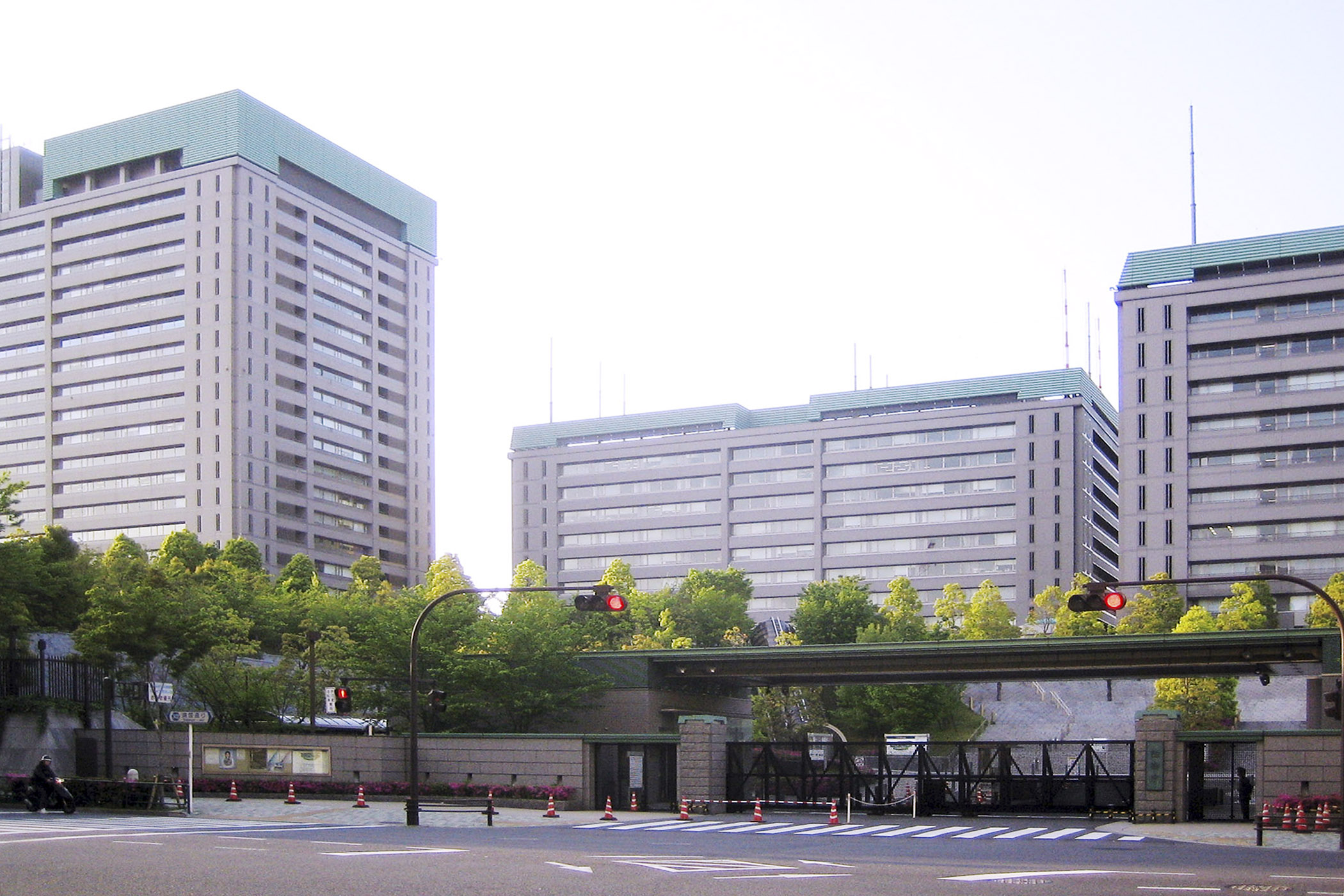
Штаб-квартира Министерства обороны.

Министерство обороны, как министерство правительственного уровня, согласно 66-й статье Конституции Японии полностью подчиняется гражданским властям. Министр обороны при поддержке первого заместителя министра, двух секретарей Парламента, заместителя министра по административной части, восьми генеральных директоров, начальника генштаба, а также начальников трёх штабов осуществляет руководство Министерством.
Основной фигурой в Министерстве является премьер-министр, который напрямую подотчётен Парламенту. В случае чрезвычайного положения национального уровня премьер-министр уполномочен распоряжаться различными подразделениями Сил самообороны Японии при условии согласия Парламента. В экстремальных условиях такое разрешение может быть получено постфактум.

## История

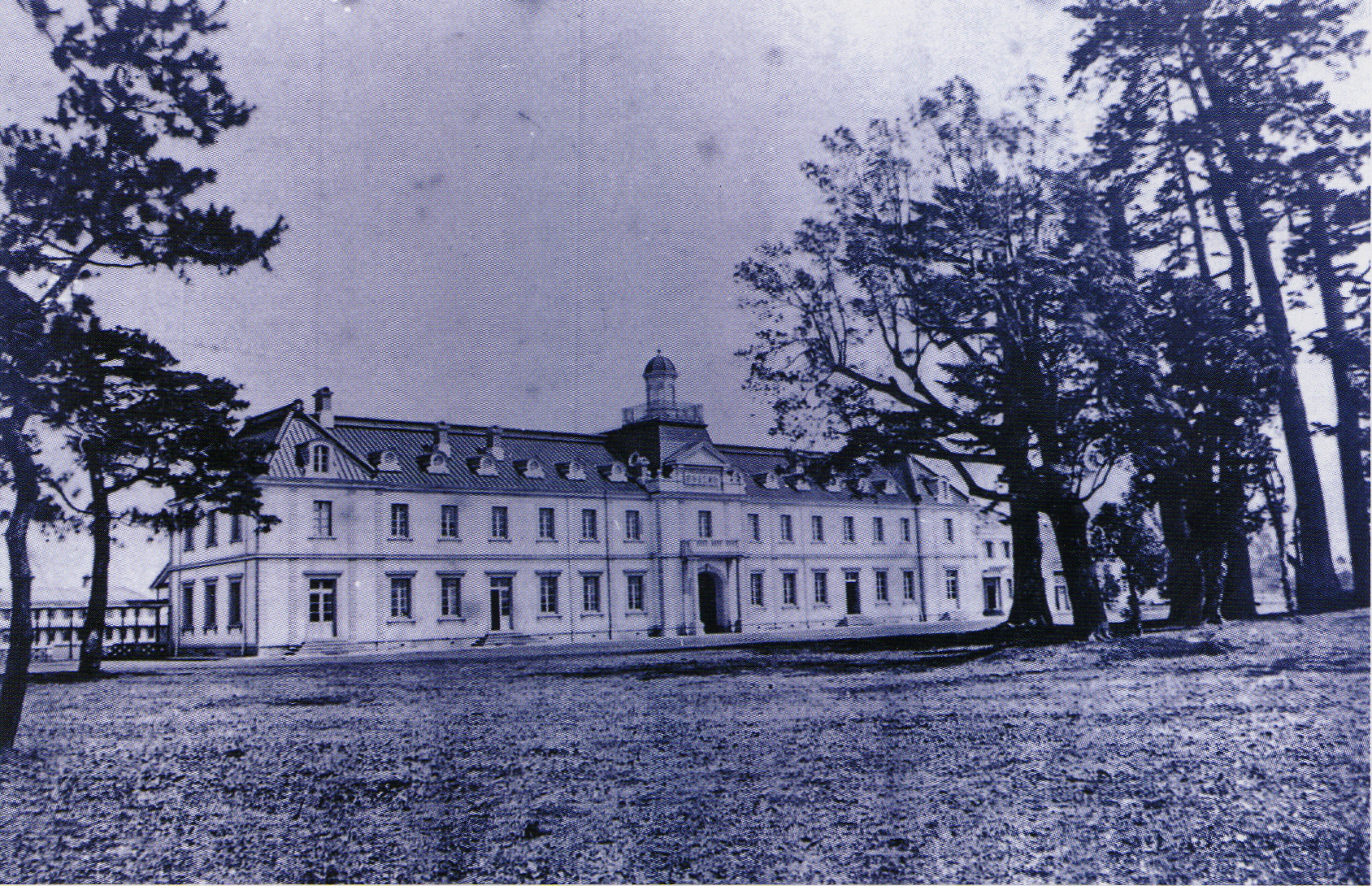
Военная академия Итигая, построенная во время второй Французской военной миссии в Японию, на месте нынешнего Министерства обороны.

Штаб-квартира министерства обороны располагается в Итигае, Токио, где находится Военная академия Итигая (яп. 市ヶ谷陸軍士官校), построенная в 1874 году, штаб-квартира Императорской армии Японии до и во время Второй мировой войны, и штаб-квартира Сухопутных сил самообороны после. До мая 2000 года Управление национальной обороны располагалось в Акасаке (сейчас этот район занят Tokyo Midtown) и было создано 1 июля 1954 года.
В 1980-х также предпринимались усилия по содействию чёткой и эффективной политике в случае возникновения чрезвычайных ситуаций. Правительство поддерживало принцип, согласно которому все военные мероприятия могли быть разрешены только под гражданским контролем, но в случае, когда ожидание разрешения могло быть опасным, корабли Морских сил самообороны могли вооружаться торпедами, а военные самолёты Воздушных сил могли всегда носить на борту ракеты. Хотя самолёты уже давно могут уничтожать злоумышленников, не дожидаясь разрешения от премьер-министра, суда по-прежнему должны запрашивать разрешение при пресечении вторжения чужих судов. УНО рекомендовало разработать более полное руководство, в котором было бы чётко написано, какие меры может принимать в чрезвычайных ситуациях каждое подразделение Сил самообороны.
Сотрудничество Сил самообороны и других гражданских учреждений в области планирования действий в чрезвычайных ситуациях ограничено. На данный момент не существует плана действий для обеспечения поддержки гражданских самолётов и торговых судов в случае чрезвычайных ситуаций, даже при том, что возможности транспортировки Сил самообороны вообще оцениваются как недостаточные. В 1990 году было изучено законодательство с целью дать возможность Силам самообороны реагировать в чрезвычайных ситуациях, не подпадающих под действие статьи 76 Закона о Силах самообороны.
Обучение в Силах самообороны включает в себя воспитание чувства долга для выполнения тех или иных миссий. Персоналу предоставляется возможность получения научно-технического образования для эксплуатации и обслуживания современного оборудования, также организованы занятия физической подготовкой, необходимые для выполнения миссий Сил самообороны.
Современное оборудование постепенно заменяет устаревшие средства, находящиеся в эксплуатации Сил самообороны. В 1987 году Управление национальной обороны заменило свои системы связи (которые ранее располагались на телефонной линии корпорации Nippon Telegraph and Telephone) на системы радиорелейной связи, включая систему трёхмерной передачи сообщений при помощи спутниковой связи. Несмотря на усилия, направленные на улучшение снабжения, поставки боеприпасов и запчастей в 1990-х остались на неудовлетворительном уровне.
Парламент Японии принял закон об изменении статуса Управления национальной обороны до правительственного Министерства обороны. Верхняя палата Парламента проголосовала большинством за изменение статуса теперешнего Министерства, в том числе проголосовала за и Демократическая партия Японии, являющаяся в то время оппозицией. Билль о переходе к Министерству обороны стал законом 15 декабря 2006 года. Только Коммунистическая и Социал-демократическая партии проголосовали против, утверждая что в будущем это может привести Японию к войне. Министерство обороны было официально учреждено 9 января 2007 года.
В июле 2007 года Управление национальной обороны подверглось нападению — 21-летний ультраправый активист бросил в направлении здания УНО бутылку с коктейлем Молотова.

## Совет безопасности
В июле 1986 году был учреждён Совет безопасности. Председателем совета является премьер-министр, а в его состав входят министры, которых определяет 9-я статья Закона о Кабинете министров: министр финансов, министр иностранных дел, генеральный секретарь кабинета министров, министр обороны и председатель Комиссии по национальной общественной безопасности.
Председатель Совета безопасности также может пригласить начальника генштаба и любых других соответствующих министров или должностных лиц для участия в заседании
Совет безопасности заменил устаревший Совет национальной безопасности и обороны, который действовал до 1956 года. Совет безопасности может рассматривать более широкий спектр военных и невоенных проблем безопасности, включая основную национальную оборонную политику, содержание программы национальной защиты, план по координации промышленного производства и другие вопросы, относящиеся к национальной обороне, а также решения о дипломатических инициативах и оборонной деятельности.

## Бюро
Внутренние бюро, в особенности секретариат министра обороны, бюро по оборонной политике, бюро по оперативной политике, бюро по кадрам и образованию, а также бюро финансов и оборудования, обычно возглавляют должностные лица из других министерств и они являются главными центрами власти и инструментами гражданского контроля в Министерстве обороны.

## Организация
Исполнительные органы

логотип Министерство обороны Японии

- Министр обороны — начальник Министерства обороны, а также один из членов кабинета (防衛大臣)
- Старший заместитель министра обороны (防衛大臣)
- Парламентский секретарь обороны (2) (防衛副大臣)
- Административный заместитель министра обороны (防衛事務次官)
- Генеральный директор обороны (8) (防衛参事官)

Начальники штабов
- Начальник управления объединенного штаба = первый по старшинству офицер Сил самообороны (統合幕僚長)
- Начальника штаба Сухопутных сил самообороны (陸上幕僚長)
- Начальник штаба Морских сил самообороны (海上幕僚長)
- Начальник штаба Воздушных сил самообороны (航空幕僚長)

Внутренние бюро
- Секретариат министра обороны (大臣官房)
- Бюро по оборонной политике (防衛政策局)
- Бюро по оперативной политике (運用企画局)
- Бюро по кадрам и образованию (人事教育局)
- Бюро финансов и оборудования (経理装備局)

Советы и правления
- Совет обороны по закупкам (防衛調達審議会).
- Центральный совет по оборонному оборудованию (防衛施設中央審議会)
- Наблюдательный совет персонала оборонных сил (防衛人事審議会)
- Наблюдательный совет по этике Сил самообороны (自衛隊倫理審査会)

Обслуживающие органы
- Национальная академия обороны (防衛大学校)
- Национальный медицинский колледж обороны (防衛医科大学校)
- Национальный институт исследований в области обороны (防衛研究所)

Специальные организации
- Генштаб (統合幕僚監部)
- Штаб Наземных Сил самообороны (陸上幕僚監部)
- Штаб Морских Сил самообороны (海上幕僚監部)
- Штаб Воздушных Сил самообороны (航空幕僚監部)
- Штаб-квартира разведывательного управления Минобороны (情報本部)
- Технический проектно-конструкторский институт (技術研究本部)

Военные отрасли
- Сухопутные силы самообороны (陸上自衛隊)
- Морские силы самообороны (海上自衛隊)
- Воздушные силы самообороны (航空自衛隊)

Внешние агентства
- Администрация Агентства оборонного оборудования (防衛施設庁) (ныне не существует)

Ниже всех этих гражданских групп и учреждений стоят Силы самообороны Японии, чьим главнокомандующим является начальник генштаба. Его основными функциями являются консультации министра обороны, а также планирование и осуществление совместных мероприятий. Далее идут три военные отрасли — наземные, морские и воздушные Силы самообороны. Все эти три ветви подотчётны непосредственно министру обороны и стоят наравне с генштабом. Такая структура до 1945 года препятствовала концентрации власти в генштабе, но впоследствии это только препятствовало координации общих действий и уменьшало количество взаимодействий между командирами различных ветвей. Более того, многие высокопоставленные офицеры были недовольны, чувствуя, что обладают куда меньшей властью, чем молодые гражданские служащие бюро, которые чаще всего не имели военного опыта. Для исправления этой ситуации и увеличения вклада Сил самообороны в вопросах политики, в начале 1980-х. Совет генштаба был расширен для установления связей между внутренними бюро и тремя военными отраслями. Была установлена компьютеризированная система командования и связи, а также были установлены различные системы коммуникаций, которые связали различные службы и штабы с генштабом и Министерством, а также друг с другом.